# Girikarto (Panggang)
Girikarto is een bestuurslaag in het regentschap Gunung Kidul van de provincie Jogjakarta, Indonesië. Girikarto telt 3648 inwoners (volkstelling 2010).